# Tatenice
Tatenice település Csehországban, az Ústí nad Orlicí-i járásban. Tatenice Hynčina, Hoštejn, Drozdov, Lubník, Krasíkov, Žichlínek, Strážná, Cotkytle és Koruna településekkel határos. Lakosainak száma 913 fő (2024. január 1.).

## Népesség
A település lakosságának változását az alábbi diagram mutatja:
| Lakosok száma | 1651 | 1582 | 1400 | 908  | 868  | 839  | 854  | 875  | 831  | 913  |
|               | 1869 | 1900 | 1921 | 1961 | 1980 | 2011 | 2016 | 2019 | 2021 | 2024 |